# Donacia hirticollis
Donacia hirticollis är en skalbaggsart som beskrevs av Kirby 1837. Donacia hirticollis ingår i släktet Donacia och familjen bladbaggar. Inga underarter finns listade i Catalogue of Life.